# Free Magic
《Free Magic》为WAG的第二张单曲。以本作作为出道单曲。CD编号为GZDA-1013。

## 概要
- 1999年10月14日发售。以主要出道单曲为电视动画演唱歌曲。公信榜最高位为30位。这首单曲发售之后开始，到2004年发表的单曲《猛烈吹拂的风中》在公信榜排位达到64位为止，作品再也没有进入公信榜100位之内。
- 此曲为继现在GARNET CROW队员AZUKI七和古井弘人参与的DEEN的单曲《遥望未来》以来，以及继AZUKI七和Rumania Montevideo的三好誠参与的WANDS的单曲《「今日、ナニカノハズミデ生きている」》以来再次参与歌曲。

## 收录歌曲
1. Free Magic
作詞：AZUKI七　作曲：三好誠　編曲：古井弘人
读卖电视台・日本电视台全国网动画《名侦探柯南》片尾曲
2. Nil
作詞、作曲、編曲：WAG
3. Free Magic（Instrumental）
作曲：三好誠　編曲：古井弘人

## 收录专辑
- WAG
- THE BEST OF DETECTIVE CONAN 〜名探偵コナン テーマ曲集〜
- BEST HIT BEING

| 动画《名侦探柯南》片尾曲 1999年7月19日 - 2000年2月7日 |                    |                                       |
| 前作: Rumania Montevideo 《Still for your love》      | WAG 《Free Magic》 | 次作: 倉木麻衣 《Secret of my heart》 |